# Кегичівська селищна територіальна громада
Кегичівська селищна об'єднана територіальна громада — об'єднана територіальна громада в Україні, в Берестинському районі Харківської області. Адміністративний центр — селище Кегичівка.
Площа громади — 780,0  км2, населення громади — 20 353 осіб (2020)
Утворена 12 червня 2020 року шляхом об'єднання Кегичівської і Слобожанської селищних рад, а також Андріївської, Бессарабівської, Власівської, Вовківської, Красненської, Лозівської, Мажарської, Медведівської, Новопарафіївської, Павлівської, Парасковіївської, Розсохуватської, Рояківської і Шляхівської сільських рад Кегичівського району Харківської області. Перші вибори селищної ради та селищного голови Кегичівської селищної громади відбулися 25 жовтня 2020 року.

## Населені пункти
До складу громади входять 4 селища міського типу (Вільне, Кегичівка, Красне та Слобожанське) та 36 сіл (Андріївка, Антонівка, Бессарабівка, Високе, Власівка, Вовківка, Гутирівка, Дальнє, Зелена Діброва, Землянки, Золотухівка, Калинівка, Калюжине, Карабущине, Козачі Майдани, Козацьке, Кофанівка, Коханівка, Краснянське, Крутоярівка, Лозова, Мажарка, Медведівка, Нова Парафіївка, Новоіванівка, Олександрівка, Олександрівське, Павлівка, Парасковія, Писарівка, Розсохувата, Рояківка, Серго, Софіївка, Шевченкове, Шляхове).